# James Jakes
James Jakes (Leeds, Yorkshire del Oeste, 4 de agosto de 1987) es un piloto de automovilismo británico, actualmente inactivo. Fue piloto de IndyCar Series entre 2011 y 2013 y nuevamente en 2015, donde obtuvo dos podios. También ha competido en Fórmula 3 Euroseries, GP3 Series, GP2 Asia Series y en el Campeonato Mundial de Resistencia de la FIA, entre otros.

## Carrera deportiva
En sus primeros años, Jakes compitió principalmente en Fórmula Renault, donde logró un tercer puesto en el campeonato británico de 2005. Luego, dio el salto a Fórmula 3, donde compitió hasta 2008. Obtuvo dos victorias y dos pole positions en Fórmula 3 Euroseries, compitiendo para Manor Motorsport y ART Grand Prix.
Jakes debutó en GP2 Asia Series a finales de 2008 de la mano de Super Nova Racing y luego compitió en GP3 junto a Manor, donde obtuvo tres podios en doce participaciones. También participó en la última ronda de la temporada 2010 de GP2 Series.

### IndyCar Series

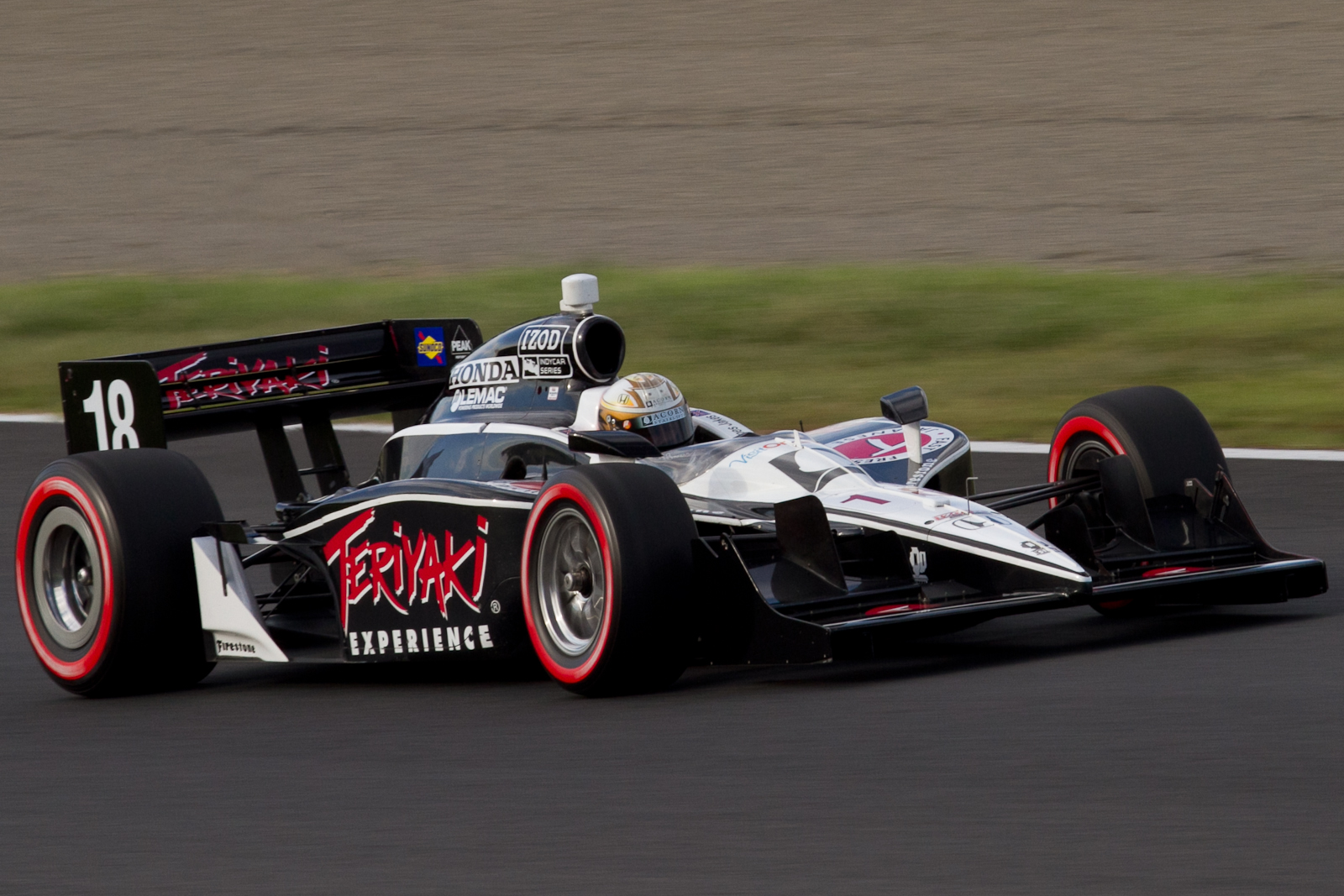
James Jakes en la Indy Japan 300 de 2011.

En marzo de 2011, Jakes probó un monoplaza de IndyCar Series del equipo Dale Coyne Racing. Si bien tenía un contrato para competir en GP2 con Coloni Motorsport, fue anunciado como piloto a tiempo completo de IndyCar semanas antes del inicio de la temporada. En su debut, obtuvo un 15.º puesto en St. Pete. No logró clasificarse para las 500 Millas de Indianápolis y no obtuvo resultados entre los 10 mejores. Al año siguiente, Jakes finalizó octavo en la carrera de Toronto, siendo este su mejor resultado.
En 2013, el británico fue contratado por Rahal Letterman Lanigan Racing. Durante el Gran Premio de Detroit, clasificó entre los tres primeros para ambas carreras, y logró transformar esto en un podio en la carrera 2, finalizando a seis segundos del ganador Simon Pagenaud.
Tras un año sabático, volvió a la categoría junto a Schmidt Peterson Motorsports. En Luisiana, finalizó tercero luego de comenzar la carrera en los últimos puestos. Con otros tres resultados entre los 10 mejores, Jakes finalizó su mejor temporada en IndyCar en el 16.º puesto, siendo además su última temporada.

### Años posteriores
En 2016, Jakes fue contratado por Manor para competir en la clase LMP2 del Mundial de Resistencia, pero solamente participó en las dos primeras carreras. En 2022, volvió a las piestas para disputar una carrera de la 24H GT Series.

## Resultados

### GP2 Series
(Clave) (negrita indica pole position) (cursiva indica vuelta rápida puntuable)

| Año  | Escudería       | 1   | 1   | 2   | 2   | 3   | 3   | 4   | 4   | 5   | 5   | 6   | 6   | 7   | 7   | 8   | 8   | 9   | 9   | 10  | 10  | Pos. | Puntos | Ref.  |
| ---- | --------------- | --- | --- | --- | --- | --- | --- | --- | --- | --- | --- | --- | --- | --- | --- | --- | --- | --- | --- | --- | --- | ---- | ------ | ----- |
| 2010 | Scuderia Coloni | BAR | BAR | MON | MON | EST | EST | VAL | VAL | SIL | SIL | HOC | HOC | BUD | BUD | SPA | SPA | MNZ | MNZ | YMC | YMC | 31.º | 0      | [ 9 ] |
| 2010 | Scuderia Coloni |     |     |     |     |     |     |     |     |     |     |     |     |     |     |     |     |     |     | 15  | 18  | 31.º | 0      | [ 9 ] |

### IndyCar Series
(Clave) (negrita indica pole position) (cursiva indica vuelta rápida)

| Año     | Equipo                         | Motor | 1      | 2      | 3      | 4      | 5        | 6       | 7      | 8      | 9      | 10     | 11     | 12     | 13     | 14     | 15     | 16     | 17     | 18     | 19     | Pos. | Puntos |
| ------- | ------------------------------ | ----- | ------ | ------ | ------ | ------ | -------- | ------- | ------ | ------ | ------ | ------ | ------ | ------ | ------ | ------ | ------ | ------ | ------ | ------ | ------ | ---- | ------ |
| 2011    | Dale Coyne Racing              | Honda | STP 15 | ALA 25 | LBH 15 | SAO 15 | INDY DNQ | TXS 25  | TXS 28 | MIL 15 | IOW 25 | TOR 18 | EDM 18 | MDO 23 | NHM 18 | SNM 19 | BAL 27 | MOT 13 | KTY 21 | LVS C  |        | 22.º | 189    |
| 2012    | Dale Coyne Racing              | Honda | STP 26 | ALA 16 | LBH 11 | SAO 15 | INDY 15  | DET 23  | TXS 10 | MIL 21 | IOW 13 | TOR 8  | EDM 25 | MDO 19 | SNM 12 | BAL 24 | FON 12 |        |        |        |        | 22.º | 232    |
| 2013    | Rahal Letterman Lanigan Racing | Honda | STP 15 | ALA 23 | LBH 12 | SAO 17 | INDY 20  | DET 10  | DET 2  | TXS 12 | MIL 18 | IOW 18 | POC 12 | TOR 12 | TOR 23 | MDO 13 | SNM 25 | BAL 23 | HOU 6  | HOU 17 | FON 22 | 19.º | 294    |
| 2015    | Schmidt Peterson Motorsports   | Honda | STP 22 | NLA 3  | LBH 19 | ALA 22 | IMS 18   | INDY 18 | DET 12 | DET 15 | TXS 9  | TOR 21 | FON 7  | MIL 23 | IOW 15 | MDO 16 | POC 10 | SNM 25 |        |        |        | 16.º | 257    |
| Fuente: |                                |       |        |        |        |        |          |         |        |        |        |        |        |        |        |        |        |        |        |        |        |      |        |